# 謝韋里尼夫卡 (塔拉夏區)
49°34′20″N 30°17′1″E / 49.57222°N 30.28361°E
塞韋里尼夫卡（烏克蘭語：Северинівка）是位於烏克蘭北部的村莊，由基辅州白采爾克瓦區的塔拉夏市鎮負責管轄。該村始建於1765年，面積4.26平方公里，海拔高度204米，2001年人口914，人口密度每平方公里214.4人。